# Reggiane Re.2007
Il Reggiane Re.2007 era un ipotetico progetto di caccia monomotore turbogetto.

## Storia del progetto
In una lettera dell'ingegnere Roberto Longhi al mensile di cultura aeronautica JP4 (nel maggio 1976), si spiega che il maggiore Antonio Ferri richiese al progettista la possibilità di installare nella fusoliera del Re.2005 un motore FIAT A.20, posizionato dietro l'abitacolo, che potesse trascinare un compressore per aumentare la quota di ristabilimento del DB 605 e portare l'apparecchio a 750 km/h sopra gli 8000 m di quota. Era previsto anche uno scarico a reazione in coda.
L'idea venne denominata Progetto R dallo Stato Maggiore della Regia Aeronautica, ma restò soltanto un'idea, in quanto, secondo l'ingegner Longhi, presentava problemi di posizione del baricentro.
Si pensò così alla possibilità di ottenere dalla Germania dei motori turbogetto. Ma, malgrado le richieste dell'ingegner Antonio Alessio prima e del conte Giovanni Battista Caproni poi, le officine Reggiane ottennero solo un simulacro in legno per gli ingombri.
Nel dopoguerra si pensò di approfittare della disponibilità di due motori Junkers Jumo 004 in carico all'aeroporto di Udine, ma furono acquistati dall'ingegner Angelo Ambrosini.
I disegni relativi al Re.2007 furono realizzati solo nel dopoguerra e non ebbero nessun seguito.
In particolare i disegni di Pellizzola erano fondati su una ricostruzione fantasiosa, fondata su una breve descrizione. Comunque l'ala a freccia era già stata sperimentata sul primo prototipo del Messerschmitt 262 nel 1941
L'idea che l'apparecchio fosse allestito in parte e che le sezioni completate ed i disegni tecnici fossero inviati per studio, al termine della guerra, nel Regno Unito e negli Stati Uniti, pubblicata nella traduzione italiana di Storia della seconda guerra mondiale, è da dimostrare.Tuttavia è notevole la somiglianza dei disegni del Reggiane 2007 con il Sabre americano e con il Mig 15 sovietico degli anni 50.